# Дзвиняч Горішній
Дзвиняч Горішній (пол. Dźwiniacz Górny) — колишнє лемківське село над Сяном.

## Розташування
Правобережна частина села опинилась в Україні — у тодішньому Турківському районі, лівобережна — в Польщі, у гміні Літовищі Бещадського повіту Підкарпатського воєводства.

## Історія
Засноване до 1529 року краківським воєводою Петром Кмітом. Входило до Сяноцької землі Руського воєводства.
У 1772—1918 роках село було у складі Австро-Угорської монархії, у провінції Королівство Галичини та Володимирії, від 1867 року село належало до Турківського повіту. У 1881 році в селі нараховувалося 130 будинків і 885 мешканці, з них 775 греко-католиків, 7 римо-католиків і 103 юдеї
У 1919—1939 роках — у складі Польщі. Село належало до Турківського повіту Станиславівського воєводства (від 1931 року — Львівського воєводства), у 1934—1939 роках — у складу ґміни Тарнава Ніжна. На 1 січня 1939 року в селі мешкало 1770 осіб, з них 1580 українців, 25 поляків та 165 євреїв.
Від 1939 року село належало до Дрогобицької області. Виселене протягом 1944—1946 років.

## Церква
В податковому реєстрі за 1589 рік у Дзвинячі Горішньому згадується церква. 1789 року зведена іще одна дерев'яна церква — на лівому березі річки Сян. 1905 року на правому березі Сяну зведено церкву Св. арх. Михайла — була парохіяльною церквою Затварницького деканату (від 1924 року — Турчанського) Перемишльської єпархії УГКЦ, знищена після другої світової війни. Священик церкви св. арх. Михайла отець Юрій Кміт вивчав бойківський фольклор, написав «Словник бойківських діалектів».